# Llac Chilwa
El llac Chilwa és el segon llac més gran del país africà de Malawi després del llac Malawi. Està a l'est del Districte de Zomba, prop de la frontera amb Moçambic. Té uns 60 km de llarg i 40 km d'ample, el llac està envoltat per extensos aiguamolls de l'ecoregió de la Prada inundada del Zambeze. Hi ha una gran illa al mig del llac anomenada illa Chisi. El llac no té sortida, i està en risc d'assecar-se si l'aigua en la seva conca de captació és desviada per a ús humà, la sequeres estacionals i l'evaporació estival. En 1968 el llac va desaparèixer durant un estiu excepcionalment sec. Quan David Livingstone va visitar el llac en 1859, va informar que el seu límit meridional s'estenia fins a la muntanya Mulanje, el que suposaria que el llac era almenys 20 milles més gran del que és avui.
L'Agència Danesa de Desenvolupament Internacional, en cooperació amb el Govern de Malawi, ha estat treballant per assegurar la conservació del llac i els seus aiguamolls. Ha engegat el Lake Chilwa Basin Climate Change Adaption Programme (LCBCCAP) per conservar l'àrea sensible, que no sols és un important aiguamoll per a la fauna local, sinó també una font important de productes pesquers a la regió.
Unes 335 viles amb uns 60.000 habitants viuen de la pesca del llac, i capturen al voltant de 17.000 tones cada any, el 20% de tota la pesca capturada a Malawi.

## Vida salvatge
Les espècies de peixos més comunes del llac Chilwa són Barbus paludinosus, Oreochromis shiranus chilwae, Clarias gariepinus, Brycinus imberi i Gnathonemus.
En el llac s'hi registra una població d'aus aquàtiques d'uns 1,5 milions d'unes 160 espècies diferents. Algunes d'aquestes migren des de Sibèria al llarg del migració d'aus Àsia - Àfrica Oriental cada any. Amb dotze espècies d'aus, el nombre és superior a l'1% de la població total de via migratòria.
La població humana circumdant és densa i creixent, i les aus aquàtiques són caçades per menjar quan el nivell de l'aigua és baix i la pesca és problemàtica. S'estan realitzant esforços per assegurar que la caça es realitzi d'una manera sostenible.